# 席氏支祠
席氏支祠位于中华人民共和国江苏省苏州市吴中区东山镇陆巷村山址朱巷，坐西朝东，面向东山席氏始祖地翁巷。建于清宣统三年（1911年）。
苏州洞庭东山席氏是名门望族，于唐末黄巢之乱时，开山始祖武威上将军席温带着三个儿子避居洞庭东山，在今翁巷上岸，形成上席、中席、下席三个村落。自明代起，席氏经商致富，为洞庭商帮之首。
席氏支祠分为南北两路建筑，北路两进，大厅十分高大。南路建筑主要分为前楼厅和后楼厅。大门左右墙上嵌五方碑刻，三方是《安定生圹图》。安定郡是席姓的郡望。另两方碑分别是《席氏祠图》和《勒石永禁》。祠堂北壁是《新建席氏支祠始末记》碑。
2016年，苏州洞庭东山席氏家族集资重修。2019年，席氏支祠列为苏州市文物保护单位。2025年7月4日公布为第九批江苏省文物保护单位。